# Рон Гувер
Рон Гувер (англ. Ron Hoover; нар. 28 жовтня 1966, Оквілл) — канадський хокеїст, що грав на позиції лівого нападника.

## Ігрова кар'єра
Професійну хокейну кар'єру розпочав 1989 року.
1986 року був обраний на драфті НХЛ під 158-м загальним номером командою «Гартфорд Вейлерс».
Протягом професійної клубної ігрової кар'єри, що тривала 10 років, захищав кольори команд АХЛ, ІХЛ, а також «Бостон Брюїнс» та «Сент-Луїс Блюз».

## Статистика НХЛ
| Сезон        | Клуб             | Ліга         | Регулярний сезон | Регулярний сезон | Регулярний сезон | Регулярний сезон | Регулярний сезон | Плей-оф | Плей-оф | Плей-оф | Плей-оф | Плей-оф |
| Сезон        | Клуб             | Ліга         | І                | Г                | П                | О                | ШХ               | І       | Г       | П       | О       | ШХ      |
| ------------ | ---------------- | ------------ | ---------------- | ---------------- | ---------------- | ---------------- | ---------------- | ------- | ------- | ------- | ------- | ------- |
| 1989–90      | «Бостон Брюїнс»  | НХЛ          | 2                | 0                | 0                | 0                | 0                | -       | -       | -       | -       | -       |
| 1990–91      | «Бостон Брюїнс»  | НХЛ          | 15               | 4                | 0                | 4                | 31               | 8       | 0       | 0       | 0       | 18      |
| 1991–92      | «Сент-Луїс Блюз» | НХЛ          | 1                | 0                | 0                | 0                | 0                | -       | -       | -       | -       | -       |
| Усього в НХЛ | Усього в НХЛ     | Усього в НХЛ | 18               | 4                | 0                | 4                | 31               | 8       | 0       | 0       | 0       | 18      |

## Сім'я
Син Рона Меттью (1996 року народження) виступає за хокейну команду одного з коледжів НКАА з вересня 2016.